# Monanthocitrus bispinosa
Monanthocitrus bispinosa är en vinruteväxtart som beskrevs av Benjamin Clemens Masterman Stone. Monanthocitrus bispinosa ingår i släktet Monanthocitrus och familjen vinruteväxter. Inga underarter finns listade i Catalogue of Life.